# 恋愛ルーキーズ
『恋愛ルーキーズ』（原題: School for Scoundrels）は、2006年に製作されたトッド・フィリップス監督のコメディ映画である。日本劇場未公開作。DVDは2010年8月にリリース。

## 概要
コメディ映画監督として知られるトッド・フィリップス監督による本作は、1967年にイギリスで製作された同名映画『School for Scoundrels』のリメイク作品である。自己啓発の秘密セミナーにより、人生を変えてより良い自分を求める冴えない主人公に『ナポレオン・ダイナマイト』で一躍注目を浴びたジョン・ヘダー。セミナーを取り仕切る鬼講師には『スリング・ブレイド』などで知られるビリー・ボブ・ソーントンが据えられて、良い意味で滑稽なコンビをユーモラスに演じている。その他、『グリーンマイル』の黒人囚人役で知られるマイケル・クラーク・ダンカンやオーストラリア人女優のジャシンダ・バレットなどが脇を揃える。日本では劇場未公開だったが、2010年にTSUTAYAから独占DVDリリースされた。

## あらすじ
主人公のロジャー（ジョン・ヘダー）は、ニューヨークで違法路上駐車を取り締まる取締官。その日も、専用の小型車に乗って駐車禁止の車に反則金を科せようとしていた。ところがそれを見た車の持ち主のチンピラは逆上。逃げきろうとしたロジャーだが、生まれつきのパニック症候群により気を失った挙句、良心から切り出した言葉のせいで持ち金と制服を盗まれてしまう。上司（ルイス・ガスマン）からは白い目で見られ、さらには自身がコーチを務める子供スポーツクラブの生徒からも辞退の宣告。ボロボロになり果てたロジャーに、スポーツクラブの責任者のイアン（デヴィッド・クロス）はある電話番号を渡す。何も聞かされぬままその電話番号に電話すると、それは自己啓発セミナーの番号だった。とりあえず言われた場所へ授業料5000ドル持って向かうと、個室には集められた生徒たちが席についており、ドクターPと名乗る鬼講師（ビリー・ボブ・ソーントン）が現れる。ドクターPは負け犬の生徒たちを執拗にののしり、ものの5分で授業を切り上げてしまった。訳の判らぬままロジャーたちは顔を見合わせるが、それはドクターPとその助手レッシャー（マイケル・クラーク・ダンカン）による悪夢の極秘レッスンの幕開けに過ぎなかった。

## キャスト
| 役名         | 俳優                         | 日本語吹替 |
| ------------ | ---------------------------- | ---------- |
| ロジャー     | ジョン・ヘダー               | 粟野志門   |
| ドクターP    | ビリー・ボブ・ソーントン     | 岩崎ひろし |
| アマンダ     | ジャシンダ・バレット         | 坂井恭子   |
| レッシャー   | マイケル・クラーク・ダンカン | 杉村憲司   |
| イアン       | デヴィッド・クロス           |            |
| ベッキー     | サラ・シルバーマン           | 東條加那子 |
| ムーアヘッド | ルイス・ガスマン             |            |
| ロニー       | ベン・スティラー             | 桐本琢也   |

- その他の声の吹き替え：志村貴博／内田泰喜／かぬか光明／佐藤美一／新田英人／藤吉浩二／深津智義／白石充／片貝薫／青木強

## スタッフ
- 監督：トッド・フィリップス
- 製作：ボブ・ワインスタイン、ハーヴェイ・ワインスタイン
- 脚本：トッド・フィリップス、スコット・アームストロング
- 音楽：クリストフ・ベック
- 撮影：ジョナサン・ブラウン
- 編集：レスリー・ジョーンズ